# Roberto Zucco
Roberto Zucco est une pièce de théâtre de Bernard-Marie Koltès écrite en 1988 et parue en 1990, inspirée librement de l'histoire d'un tueur en série italien, Roberto Succo, croisée à l'histoire d'une « gamine », jeune fille en perdition.
Cette pièce provoqua un scandale lors de ses premières représentations, parce qu'elle se fondait en partie sur des événements réels, tragiques, et encore récents.

## Historique
La pièce de Bernard-Marie Koltès est créée à la Schaubühne de Berlin en avril 1990, dans une mise en scène de Peter Stein,,. C'est l'ultime œuvre écrite par le dramaturge. Celui-ci est mort en avril 1989, entre l'écriture de la pièce en 1988, et sa création mondiale à Berlin en avril 1990,,. Il l'a écrite rapidement, après être tombé en arrêt, dans le métro, devant un avis de recherche d'un criminel impliqué dans plusieurs faits divers. Le visage de l'homme a retenu son attention. 
En consultant la presse, il apprend que le dénommé Roberto Succo (qu'il décide dans sa pièce d'écrire avec un « z ») a notamment tué ses parents à coups de couteau à Mestre, à côté de Venise, en 1981. Il est emprisonné mais des permissions de sorties lui ont été accordées au vu de sa docilité. Il s'échappe lors d'une de ces permissions en 1985, et passe en France, où il commet une succession d'agressions violentes dont cinq autres meurtres (sa première victime, en avril 1987 est un policier, dans la banlieue d'Aix-les-Bains en Savoie). Puis, recherché, arrêté, il se suicide finalement dans sa cellule, au pénitencier de Vicence, en Italie, le 28 mai 1988,. 
Bernard-Marie Koltès laisse aller son imagination sur ce parcours sans s'intéresser davantage à l'histoire réelle de l'homme recherché. Koltès se savait malade du sida. Le temps était devenu précieux pour lui, et cette pièce est sa dernière façon de s'exprimer au théâtre, en contant un cheminement tragique qui conduit à une mort enfin acceptée,. Bernard-Marie Koltès se serait également inspiré de la prise d'otages de Gladbeck de 1988 pour une des scènes.
La pièce est reprise en France, au TNP de Villeurbanne, le 5 décembre 1991, dans une mise en scène de Bruno Boëglin.
Une polémique se déclenche, entraînant l'annulation des deux représentations prévues à Chambéry les 8 et 9 janvier 1992,. Chambéry était une des villes d'une tournée prévue après Villeurbanne comptant Nice, Valence, Chambéry, Bruxelles et Toulouse, avant de se terminer à Paris, en février 1992, au Théâtre de la Ville. Des proches des victimes, un syndicat de police, des élus s'insurgent en prenant connaissance de la représentation à Chambéry, du thème et, pour certains, du texte publié en 1990 aux éditions de Minuit. Les réactions sont violentes et mettent l'accent sur le souvenir douloureux du fait divers « trop frais, trop proche » (la ville de Chambéry n'étant pas éloignée d'Aix-les-Bains) et sur un texte que certains d'entre eux considèrent comme une apologie de ce criminel. Un dialogue de sourds commence. Plusieurs personnalités du monde de la culture essayent de répondre aux réactions. Bernard-Marie Koltès étant déjà disparu au moment de la polémique, une des voix qui s'exprime à sa place est celle d'un des premiers metteurs en scène, Bruno Boëglin, qui indique que cette pièce de théâtre « n'est pas une thèse et ne traite pas du véritable Succo ». La représentation à Paris est un temps menacée, quelques-unes des personnes et des organisations se sentant agressées par cette pièce demandent au maire de Paris, Jacques Chirac (qui est également le chef de l'opposition) d'interdire les représentations dans sa ville. Roger Planchon, personnalité du théâtre, codirecteur du TNP de Villeurbanne et coproducteur de la pièce, plaide, comme d'autres (tels le critique Gilles Costaz), le maintien. Finalement, la ville de Paris n'intervient pas, officialise cette position en retrait, et laisse les représentations se dérouler. Elles sont plus calmes que la polémique qui les a précédées.

## Résumé
Les scènes évoquent des actes du criminel Robert Succo, mais la succession des faits n'est pas la même et la mise en correspondance est quelquefois sans objet. La pièce de Bernard-Marie Koltès est une sorte de chemin de croix en quinze stations, quinze scènes, un chemin qui conduit à l'évasion suprême, la mort. Quinze scènes dont certaines ne sont que des monologues. La pièce compte une trentaine de personnages. L’histoire de ce Roberto Zucco s’entremêle avec celle d’une jeune fille, appelée « la gamine ». La pièce commence par la découverte de l’évasion de Roberto Zucco par deux gardiens. L'évadé va chez sa mère, qui lui dit ne plus le supporter depuis qu’il a tué son père, et qu’elle l’a évacué de ses pensées. Il l'étrangle, et change sa tenue de prisonnier pour un treillis. On le trouve ensuite chez la gamine qu'il a séduite (ou agressée, on ne sait pas), qui vit entre un frère et une sœur, à côté de parents enlisés dans une vie médiocre. Elle s'échappe et cherche à le retrouver durant toute la pièce, dans le quartier fictif du « Petit Chicago ». L’ayant reconnu sur un avis de recherche, la gamine le dénonce pour le retrouver. Roberto Zucco tue un inspecteur de police, rencontre un vieil homme dans le métro, provoque une bagarre dans un bar puis dans un parc, prend une femme et son enfant en otage et, sans raison, abat l'enfant. Il s'enfuit avec la femme. Il est en quelque sorte dénoncé par l'amour de la gamine : sous le regard des policiers, en effet, celle-ci, l'apercevant, se précipite sur lui et l'embrasse. Les policiers l'interceptent. Il avoue ses crimes et se reconnaît pour la première fois comme un tueur. À compter de ce moment Zucco s'identifie à ses actes La pièce se termine alors qu’il est de nouveau arrêté et qu’il cherche à s’enfuir par le toit de la prison où l'on le voit en silhouette en contre-jour. Une voix crie « Il tombe ! ». C'est fini, Roberto Zucco s'est élancé,,et se suicide donc.

## Mises en scène (sélection)
Après ses premières représentations, dans un climat tendu, la pièce est l'une des plus représentées en France et dans le monde. Voici quelques-unes des mises en scène marquantes :
- 1990 : mise en scène Peter Stein, Schaubühne, Lehniner Platz à Berlin, première mondiale[1],[2],[6].
- 1991 : mise en scène de Bruno Boëglin, présentée en divers lieux, notamment en 1991 au TNP Villeurbanne, et en 1992 au Théâtre de la Ville à Paris[8].
- 1993 : 
  - mise en scène Denis Marleau, Montréal, UBU compagnie de création, Nouvelle Compagnie Théâtrale, Festival de théâtre des Amériques[11] ;
  - mise en scène Lluís Pasqual, Barcelone[12].
- 1995 : 
  - mise en scène Catherine Marnas, XXIII Festival internacional Cervantino, Guanajuato[13] ;
  - mise en scène Jean-Louis Martinelli, TNS, Strasbourg[14].
- 1996 : mise en scène Armel Roussel, Bruxelles[15], Théâtre de Gennevilliers en 2000.
- 1997 : mise en scène Christophe Rouxel, Théâtre de l'Est parisien.
- 1998 : 
  - mise en scène Nicolas Klotz ;
  - mise en scène James Macdonald (en), traduction Martin Crimp, Royal Shakespeare Company Théâtre Royal Stratford Londres ;
  - mise en scène Oskaras Korsunovas, Rencontres internationales de théâtre de Dijon, Biennale de Venise en 1999.
- 2001 : mise en scène Klaus Michael Grüber, Festival de Vienne en Autriche[16].
- 2003 : mise en scène Gérald Garutti, ADC Theatre Cambridge, Théâtre Bernard-Marie Koltès Nanterre.
- 2009 : mise en scène Christophe Perton, Comédie de Valence[17].
- 2010 : mise en scène Pauline Bureau, Théâtre de la Tempête, Paris[18] .
- 2014 :
  - mise en scène Maylis Amiez, lycée Lyautey ;
  - mise en scène de Karin Henkel, Schauspielhaus, Zurich.
- 2015 : mise en scène de Richard Brunel, Théâtre Gérard Philipe.
- 2016 : mise en scène Jean Lambert-wild et Lorenzo Malaguerra, National Theater Company of Korea (NTCK), Séoul[19].
- 2025: mise en scène de Titien Bernard, Association de Dauphine le Ridau, Paris.

### Texte de la pièce
- Bernard-Marie Koltès, Roberto Zucco suivi de Tabataba, Paris, éditions de Minuit, 1990  (ISBN 2-7073-1297-5)